# Wolf Schwarz
Wolf Schwarz (* 10. Juni 1917 in Hösel bei Düsseldorf; † 29. März 2003 in München) war ein deutscher Rechtsanwalt, Filmproduzent und Filmmanager.

## Leben und Wirken
Der Sohn des Diplomingenieurs Heinrich Schwarz studierte an der Universität Freiburg Medizin (Vorphysikum bereits 1935) und an der Universität München Jura bis zu seiner Promotion 1942. Seit 1949 arbeitete Schwarz als Rechtsanwalt.
Bereits 1947 war er gemeinsam mit dem Filmregisseur Harald Braun und dem Drehbuchautor Jacob Geis an der Gründung der Filmproduktionsfirma neue deutsche Filmgesellschaft beteiligt. Während Braun und Geis dieser Firma ein Gesicht gaben, blieb der Jurist Schwarz im Hintergrund und trat als Produzent kaum in Erscheinung.
1967 erhielt Wolf Schwarz das Bundesverdienstkreuz Erster Klasse, 1972 den Bayerischen Verdienstorden. Er hatte drei Söhne und zwei Töchter.

## Filmografie
als Produzent
- 1955: Griff nach den Sternen
- 1961: Bis zum Ende aller Tage
- 1962: Bekenntnisse eines möblierten Herrn
- 1967: Tragödie in einer Wohnwagenstadt (TV)
- 1976: Taxi 4012 (TV)
- 1977: Wer sah ihn sterben? (TV)
- 1988: Goldjunge
- 1989: African Timber